# Fejérdomb
Fejérdomb (románul: Belobreșca, szerbül: Белобрешка) falu Romániában, a Bánságban, Krassó-Szörény megyében. Az első világháborúig Krassó-Szörény vármegye, Újmoldovai járásához tartozott.

## Nevének változásai
1840-ben Bellobuskha, 1873, 1890, 1900-ban Belobreska, 1920-ban Belobresca az elnevezése.

## Népessége
- 1900-ban 1000 lakosából 952 volt szerb, 22 magyar, 15 német és 11 román anyanyelvű; 969 ortodox, 25 római katolikus, 1 református, 1 evangélikus és 3 zsidó vallású.
- 1992-ben 712 lakosából 622 volt szerb, 83 román, 5 cigány, 1 magyar és 1 német nemzetiségű, 708 volt ortodox, 1 görögkatolikus, 1 evangélikus, 1 baptista és 1 pünkösdista vallású.

## Kultúra
A községben működik a Belobreska szerb egyesület.

## Külső hivatkozások
- BANATerra
- BANTerra (román)
- Erdélyi Riport